# Уилсон, Алекс
Уильям Александр Уилсон (англ. William Alexander «Alex» Wilson, род. 3 ноября 1986 года) — американский профессиональный бейсболист, выступавший на позиции питчера в Главной лиге бейсбола (МЛБ) за команды «Милуоки Брюэрс», «Бостон Ред Сокс» и «Детройт Тайгерс». Является вторым после Крейга Стансберри уроженцем Саудовской Аравии в истории МЛБ.

## Карьера

### Выступления за университет и низшие лиги
Уилсон учился в старшей школе Харрикейн в Харрикейн (Западная Виргиния), в составе которой в 2002 году выиграл чемпионат штата. По окончании обучения в школе он поступил в Уинтропский университет. Летом 2007 года он перенёс операцию Томми Джона. В январе 2008 года перешёл в Техасский университет A&M. На драфте МЛБ 2008 года он был выбран в десятом раунде клубом «Чикаго Кабс», однако команда так и не подписала с ним контракт. На следующий год он был вновь выбран на драфте, но на этот раз уже во втором раунде клубом «Бостон Ред Сокс». Проведя несколько лет в низших лигах, в ноябре 2012 года, чтобы уберечь питчера от попадания на Rule 5 Draft, «Ред Сокс» перевели его в свой основной состав.

### Бостон Ред Сокс
16 марта 2013 года Уилсон был переведён в клуб уровня ААА «Потакет Ред Сокс», однако уже 7 апреля из-за травмы Джона Леки его вернули в основной состав и уже 11 апреля он дебютировал в МЛБ. По ходу сезона 2013 года его ещё несколько раз переводили в фарм-систему и возвращали в основной клуб. Следующие два года он также то выступал в Бостоне, то в низших лигах. Так в 2013 году он отыграл 232⁄3 иннига за «Ред Сокс», за которые его показатель ERA составил 4,88. В 2014 году его показатели значительно улучшились и за 281⁄3 иннинга его ERA составил всего 1,91.

### Детройт Тайгерс
11 декабря 2014 года «Ред Сокс» обменяли Уилсона вместе с Гейбом Спиером и Йонисом Сеспедасом в «Детройт Тайгерс» на Рика Порселло.
27 мая 2015 года Алекс Уилсон впервые в своей карьере вышел на позиции стартового питчера в матче МЛБ. В игре против «Окленд Атлетикс» он провёл 3 сухих иннинга, бросив 52 подачи, а его команда, в итоге, одержала победу со счётом 3:2.
30 июля 2015 года Уилсон, отыграв последние пять аутов в матче «Тайгерс» против «Балтимор Ориолс», в котором Детройт лидировал со счётом 9:8, впервые в своей карьере записал на свой счёт сейв.
30 ноября 2018 года «Тайгерс» не продлили с Уилсоном контракт и, таким образом, он стал свободный агентом.

### Милуоки Брюэрс и команды низших лиг
В феврале 2019 года Уилсон подписал контракт на выступление в низших лигах с «Кливленд Индианс». Частью контракта предполагалась возможность питчера участвовать в весенних сборах основной команды и шанс на попадание в основной росте. 21 марта 2019 года Уилсон разорвал контракт с командой, так как не сумел попасть в основной состав «Индианс».
24 марта он подписал контракт с «Милуоки Брюэрс». За Милуоки питчер провёл всего 2 игры (одна победа и одно поражение) и 3 августа был уволен.
5 августа 2019 года Уилсон подписал контракт на выступление в низших лигах с «Чикаго Кабс» и по окончании сезона 2019 года стал свободным агентом.
4 января 2020 года Уилсон подписал контракт на выступление в низших лигах с «Детройт Тайгерс» и получил приглашение на участие в весенних сборах
. 25 июня команда разорвала с ним договор.
28 июля 2020 года Уилсон объявил о завершении игровой карьеры и присоединился к спортивному агентству Ballengee Group в качеству советника.

## Стиль игры
Уилсон в основном использует три типа подач: фор-сим фастбол со средней скоростью 92 мили в час, ту-сим фастбол со скоростью 91-92 мили в час и слайдер со скоростью 84-86 миль в час. Сам Уилсон называет свой ту-сим фастбол каттером, однако статистические агентства засчитывают как ту-симеры. Он также иногда бросает кёрвбол и ченджап.